# Первомайський молочноконсервний комбінат
Закрите акціонерне товариство «Первомайський молочноконсервний комбінат» — українське підприємство, один із найбільших виробників в Україні з переробки молока та виготовлення молочних продуктів і консервів, зокрема — згущеного молока і вершків.

## Історія
Будівництво корпусів комбінату розпочато навесні 1952 року. Протягом 1955 року йшов набір і комплектація кадрів, а 14 лютого 1956 року відбувся пуск комбінату та виробництво першої продукції. Вже в 1958 році комбінат досягнув проектної потужності. Того ж року відбулось об'єднання цукрового заводу та молочноконсервного комбінату.
В травні 1961 року на підприємстві випущено 100-мільйонну банку молочної продукції.
В 1965 році проходить роз'єднання з цукровим заводом, а за рік до складу комбінату приєднуються Врадіївський та Костянтинівський маслозаводи.
Указом Президії Верховної Ради СРСР від 7 січня 1971 року за успішне виконання завдань 8-ї п'ятирічки і прийнятих соціалістичних зобов'язань, комбінат був нагороджений орденом Трудового Червоного Прапора.
В 1989—1990 роках комбінатом досягнуто рекордної кількості переробки сировини — 400 тонн за добу.
В результаті проведення приватизації підприємства з 15 листопада 1994 року стає Закритим акціонерним товариством «Первомайський молочноконсервний комбінат».

## Сучасність
Починаючи від серпня 2002 року комбінат інвестує корпорація «Формула смаку». Це дало можливість здійснити реконструкцію підприємства, оновлювати асортимент продукції та збільшувати обсяги її виробництва. Продукція торгової марки «Формула смаку» добре знайома споживачам 12 країн світу; її постійними покупцями є Вірменія, Молдова, Афганістан, Казахстан та Росія (найбільший споживач згущеного молока).
Лише за період з 2001 по 2004 роки висока якість продукції комбінату оцінена 14-ма золотими медалями «Найкраща торгова марка України».

## Керівники підприємства
- Задорожний Микола Якович (1963—1985)
- Гроцький Олександр Миколайович
- Бобова Лариса Володимирівна
- Прокопенко Віктор Михайлович
- Гайдай Тетяна Леонтіївна

## Асортимент продукції
Провідною продукцією підприємства є різноманітні молочні консерви: молоко згущене, какао, кава, вершки «Любительські», молоко згущене з цикорієм, молоко згущене з фруктовим ароматом, молоко знежирене згущене «Первомайське», молоко згущене «Іриска».
Молочні консерви комбінату користуються попитом не лише в Україні, але й за її межами.
Асортимент продукції із незбираного молока різноманітний. Це — молоко, кефір, ряжанка, сметана різної жирності, йогурти з фруктовими наповнювачами.
Продукція молочноконсервного комбінату отримала 14 золотих медалей і дипломи переможців в дегустаційних конкурсах Всеукраїнського рейтингу «Найкраща торгова марка України», нагород удостоївся весь асортимент молочних консервів.